# アルマトイ2駅
アルマトイ2駅（カザフ語: Алматы-2 стансасы）は、カザフスタンの旧首都、アルマトイの2つある中心駅の一つである。1日平均5,000人が利用する。

## 概要
アルマトイ1駅は郊外に位置しているのに対し、当駅は市の中心部に位置する。これはトルキスタン・シベリア鉄道は市の郊外を経由しており、都心部に乗り入れるにはアルマトイ1駅から別途支線を建設する必要があったためである。国内外の各地へ向かう旅客列車の出発駅であり、国際列車はロシア連邦のモスクワやサンクトペテルブルクのほか、 中華人民共和国のウルムチに向かうK9795/9796次列車（カザフスタン国内では013/014列車）が存在する。国内列車にはアスタナやシムケント、ペトロパブル、アティラウ、ジェズカズガン、オラルなどへ向かう列車が存在する。

## 歴史
元々家具工場があった場所にトルキスタン・シベリア鉄道の駅舎が建設されたが、技術者ムハネジャン・トゥイヌィシュパエフの提案により古い墓地があったアブライ・ハン通りに移設された。 墓地が撤去された場所に代わりに駅広場が建設され、後に 路面電車とトロリーバスも乗り入れるようになった。  このエリアにはカザフ・ソビエト社会主義共和国の首都に相応しい新たな大通りが建設された。
1954年にはアバイの銅像が建てられた。更に1972年にはカリーニンの銅像が広場に建てられたが、こちらはソビエト連邦の崩壊直後の1992年に撤去された。そして2000年にはアブライ・ハンの銅像が建てられた。広場の周囲はソ連式アパートや公共施設が立ち並んでいる。